# Храм Тысячи Лампад
Храм Тысячи Лампад, или храм Сакья Муни Будда Гая (англ. Sakya Muni Buddha Gaya Temple, кит. упр. 释迦牟尼 菩提 迦耶 寺, пиньинь shijiamuni puti jiaye si), — один из крупнейших буддийских храмов в Сингапуре. Он принадлежит тайской тхеравадинской традиции. Храм основал тайский монах Вуттисара в 1927 году. Храм открыт с 8:00 до 16:45 ежедневно. Вход свободный.
Высота главной статуи Будды в храме составляет 15 метров, а вес — около 300 тонн. Храм также содержит множество меньших статуй Будды, а также росписи, иллюстрирующие житие Будды Шакьямуни. Большая центральная статуя окружена большим количеством лампочек, включаемых вечером, от которых храм получил своё прозвище. В небольшой комнате под алтарем находится изображение лежащего Будды, Будды в конце своей жизни, под жёлтым деревом серака. В нём заметно влияние тайской архитектуры и декора.
На Весак, ежегодный праздник рождения и просветления Будды, прихожане приносят денежное пожертвование на храм, за что им разрешается поместить листок золота на небольшой статуе Будды. К концу праздника Будда бывает полностью покрыт свежим слоем сусального золота.